# Казимир Маєвський
Казимир-Владислав Маєвський (пол. Kazimierz Władysław Majewski; 25 березня 1903, Бережани — 27 липня 1981, Варшава) — польський історик, археолог. Доктор історії (1935), професор (1939). Дійсний член Польської АН (1966) і Польського археологічного товариства.

## Біографія
Народився в м. Бережани. Навчався в гімназії в Бережанах та Львові. Закінчив Львівський університет, працював у ньому до вересня 1939 на кафедрі археології. У 1930-ті рр. провів археологічні розкопки на Балканах, в Італії та Франції, досліджував культуру античної доби. 1939—1941 — професор, завідувач кафедри історії Стародавнього світу Львівського університету і старший науковий співробітник Львівського відділення Інституту археології АН УРСР.
Від 1945 — у Польщі: професор Вроцлавського (1945—1951) та Варшавського (1951—1981) університетів; одночасно — директор (1954), заступник директора (1954—1969) Інституту історії матеріальної культури Польської АН, засновником якого був. У 1960-ті рр. займався археологічними дослідженнями в Болгарії. Заснував і редагував щорічник «Археологія» («Archeologia»), головний редактор видань Польського археологічного товариства.
Автор понад 500 наукових і науково-популярних праць, серед них:
- «Егейська культура» (1933),
- «Фігурна пластика Кікладів» (1949),
- «Римські впливи на слов'янських землях» (1949),
- «Римські впливи у Польщі» (1960),
- «Крит–Еллада–Кіклади: Біля колиски європейської цивілізації» (1963) та інших.